# 伯尼·威廉斯
小伯納貝·威廉斯·費古耶羅亞（西班牙語：Bernabé Williams Figueroa Jr.，1968年9月13日—），為前美國職棒大聯盟的外野手與音樂家，生涯皆效力於紐約洋基。
威廉斯生涯一共拿下四次世界大賽冠軍，入選過5次明星賽、4座金手套獎與1座銀棒獎。他在退休後成為一名歌手，還出過2張專輯，並在2009年獲提名至拉丁葛萊美獎。

## 職業生涯
1991年，球隊因為Roberto Kelly受傷而讓威廉斯登上大聯盟。這年他的打擊率為2成38，之後他便在小聯盟持續等待機會，一直到Danny Tartabull受傷後才又回到大聯盟。
1993年，威廉斯正式站穩洋基先發外野手的位置。然而他開季打擊慢熱的特點讓洋基老闆史坦布瑞納不是很滿意，他甚至一度要求洋基總經理Gene Michael將威廉斯交易。Michael曾試圖用威廉斯向博覽會交易賴瑞·沃克，不過最後沒有成功。這年是威廉斯第一個完整球季，這年他的打擊率為2成68。

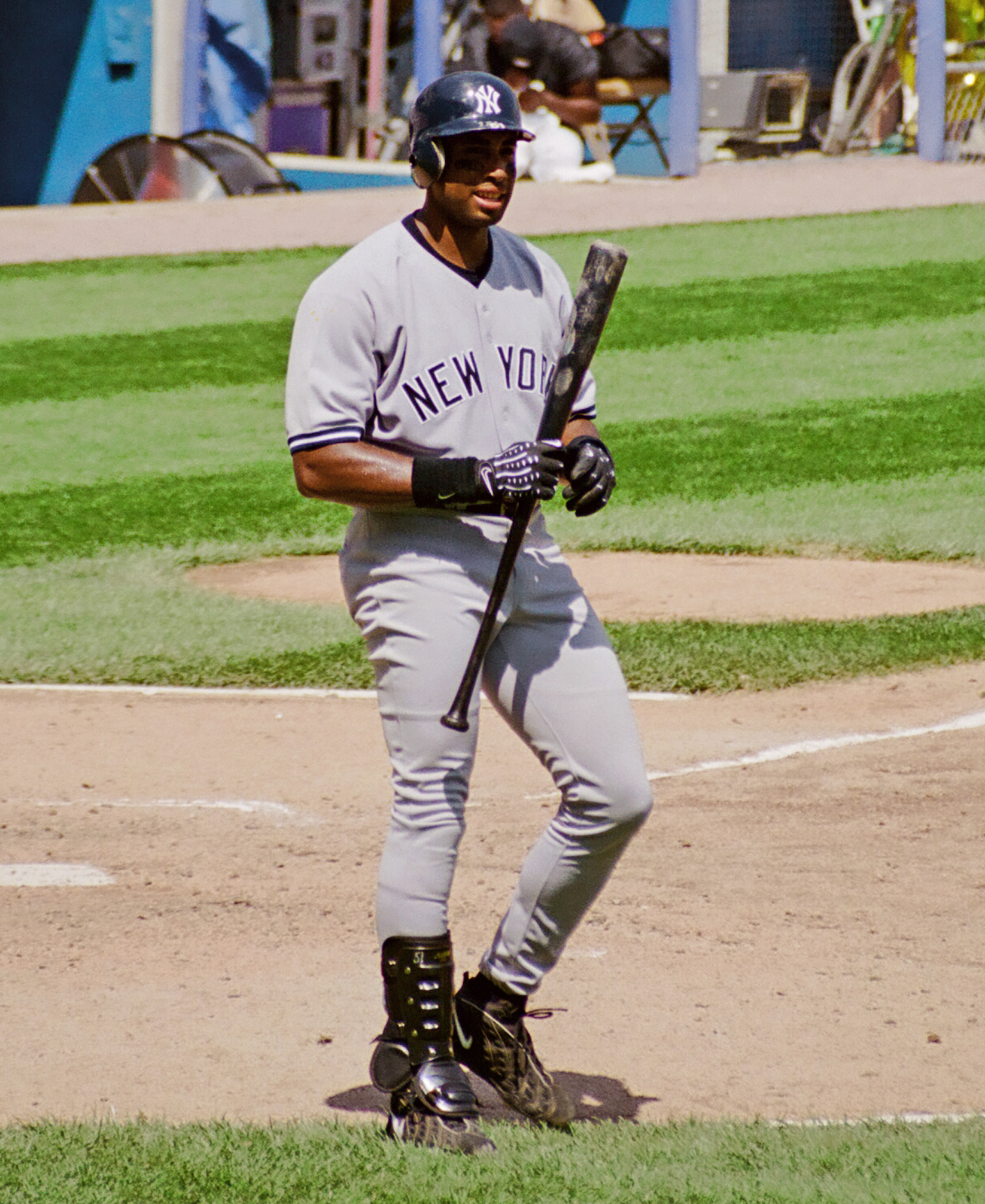
1999年的威廉斯

總教練巴克·休瓦特依舊讓威廉斯留在洋基隊，然而他的存在卻讓洋基隊有點尷尬。威廉絲是名有速度的選手，但他在比賽中很少嘗試盜壘。守備方面，他判斷球落點的能力相當出色，但是傳球臂力不佳。打擊方面，他是名打擊穩定的選手，但全壘打數卻很少。
1995年，洋基老闆考慮將威廉斯交易到巨人，換來Darren Lewis。不過洋基沒讓這筆交易成真，反而威廉斯在這年大爆發，單季敲出18轟。到了季後賽，威廉斯的手感依舊火熱，他在分區賽的打擊率高達4成29。
1996年，威廉斯在美聯分區賽繳出4成67的打擊率。美聯冠軍賽第一場，他在11局下敲出再見轟。整個系列賽他的打擊率高達4成74，最終順利拿下美聯冠軍賽的MVP。雖然威廉斯在世界大賽只敲出4支安打，不過他在第三場8局下敲出關鍵全壘打幫助球隊逆轉勝。最終洋基拿下繼1978年以來的首座世界大賽冠軍。
1997年，交易市場一度傳出風聲說老虎將用Roberto Durán和首輪指名新秀Mike Drumright向洋基交易威廉斯。而這筆交易據說差點成真，不過在最後一刻被洋基總經理拒絕了。1998年，洋基拿下114勝48敗。威廉斯以3成39的打擊率拿下美聯打擊王，他也成為大聯盟首位在同一年拿下打擊王、金手套獎和世界大賽冠軍的球員。
球季結束後，紅襪和響尾蛇都有意搶下威廉斯，不過威廉斯最終仍和洋基簽下7年8750萬美元的延長合約。
1999年，威廉斯首次達成單季200安，而他也連續三年拿下金手套獎。2000年，他敲出生涯新高的30轟與121分打點，再次拿下金手套獎。2002年，威廉斯繳出3成33的打擊率，拿下生涯唯一一座銀棒獎，而他也敲出生涯最佳的單季204安。
2005年，威廉斯的合約走到最後一年。這年他的身手下滑相當快，整季OPS只有.321。洋基也宣布不執行威廉斯在2006年的1500萬美元的選擇權。12月22日，洋基和威廉斯發生薪資仲裁，因此球隊和他簽下1年150萬美元的短約。

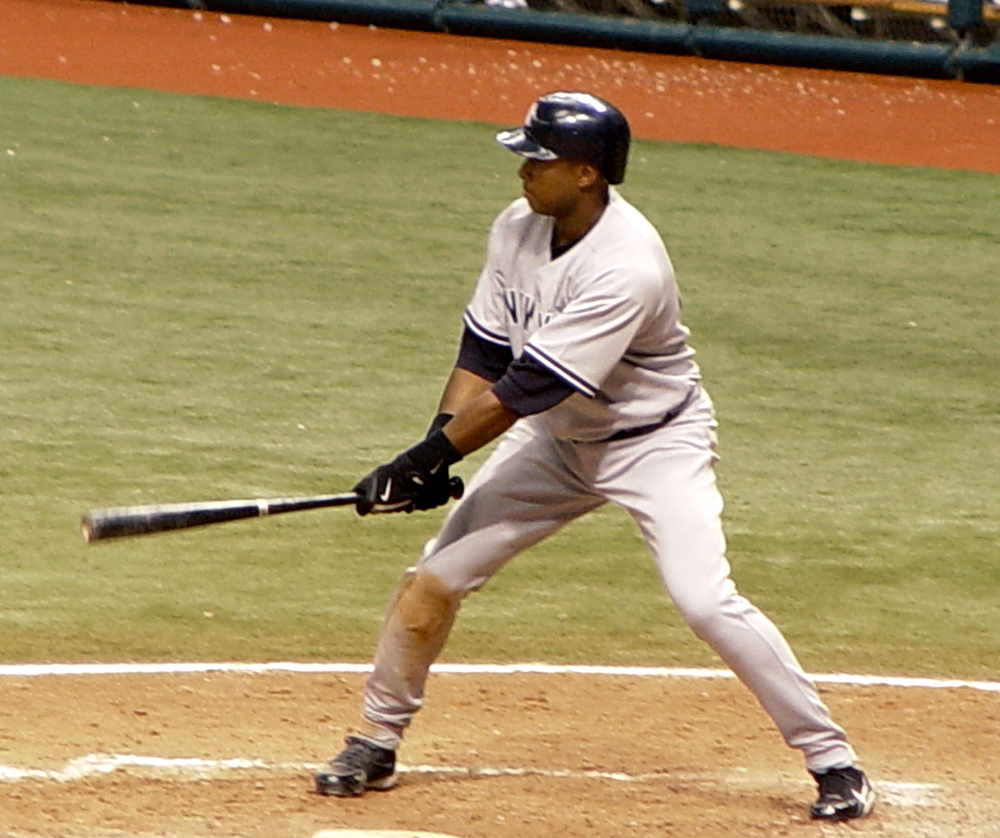
打擊時的威廉斯

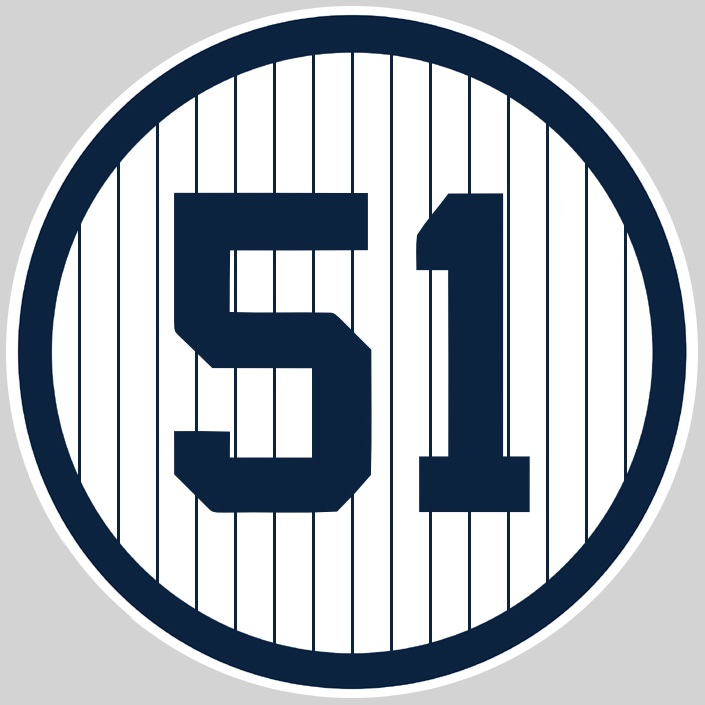
2014年，洋基隊將威廉斯的51號球衣退休。

2006年，松井秀喜和蓋瑞·雪菲爾接連受傷，威廉斯也得以在強尼·戴蒙輪流的時候上場。這年他還代表波多黎各參加首屆棒球經典賽，並敲出2支全壘打。
2006年7月26日，威廉斯敲出生涯第2300安。8月16日，他敲出生涯第443支二壘安打，超越唐·馬丁利成為隊史第二名。整季他的保送率僅7.3%，為生涯最差。
2009年，威廉斯再次代表波多黎各參加經典賽，但他5個打數沒有敲出安打。他在經典賽結束表示自己還有回到大聯盟的意願。
雖然威廉斯從2006年後就沒在大聯盟上場過，但他都沒有公開宣布退休。當安迪·派提特在2011年的記者會上宣布退休時，威廉斯也知道他即將面臨退休的時刻，最終他在2015年宣布正式退休。

## 音樂生涯
威廉斯除了是一名棒球員外，同時也是一名出色的吉他手。2003年6月22日，他發表了自己的首張音樂專輯《The Journey Within》。2009年4月14日，他發表第二張專輯《Moving Forward》。這張專輯還讓他獲得拉丁葛萊美獎的提名。2010年7月18日，他在加勒比海運動會的開幕典禮還上場表演音樂。2016年5月13日，他獲得曼哈頓音樂學校的學士學位。

## 生涯打擊成績
| 出賽次數 | 打席 | 打數 | 得分 | 安打 | 二安 | 三安 | 全壘打 | 打點 | 盜壘 | 保送 | 三振 | 打擊率 | 上壘率 | 長打率 | OPS  |
| -------- | ---- | ---- | ---- | ---- | ---- | ---- | ------ | ---- | ---- | ---- | ---- | ------ | ------ | ------ | ---- |
| 2076     | 9053 | 7869 | 1366 | 2336 | 449  | 55   | 287    | 1257 | 147  | 1069 | 1012 | .297   | .381   | .477   | .838 |

## 個人生活
威廉斯在1990年結婚，並育有3名子女。2018年6月14日，威廉斯透過ESPN的節目表示自己已經離婚。而他曾在歡樂單身派對客串演出，並飾演他自己。

## 外部連結
- 球員資訊和成績在MLB ，ESPN ，Retrosheet ，Baseball Reference ，Baseball Reference (Minors) ，Fangraphs ，The Baseball Cube （英文）
- 伯尼·威廉斯在台灣棒球維基館上的頁面（繁體中文）

| 前任： 提姆·賽門 伊凡·羅德里奎茲 | 美聯單月最佳球員 1997年8月 1998年5月 | 繼任： 璜·岡薩雷茲 拉斐爾·帕梅洛 |